# كرواتيا خلال الحرب العالمية الأولى

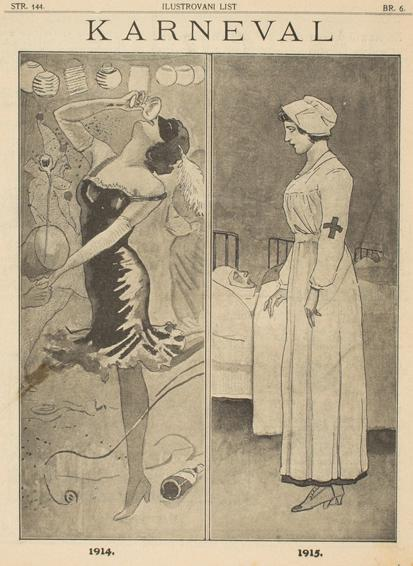
الحرب العالمية الأولى: كيف ساهمت في تغيير دور المرأة في المجتمع

كانت مملكة تريون في كرواتيا وسلافونيا ودالماتيا جزءًا من الإمبراطورية النمساوية المجرية خلال الحرب العالمية الأولى. قُسمت أراضيها إداريًا بين الأجزاء النمساوية والهنغارية من الإمبراطورية؛ كانت ميدموريي وبرانيا في الجزء المجري (ترانسيلاثيا)، كانت مملكة كرواتيا وسلافونيا كيانًا منفصلاً مرتبطًا بالمملكة المجرية، وكانت دالماتيا وإستريا في الجزء النمساوي (سيسليثانيا)، بينما كانت مدينة رييكا تتمتع بوضع شبه مستقل.
كان توحيد الأراضي المأهولة بالسكان الكروات مشكلةً أساسية لم تُحل مع إنشاء نظام ملكي مزدوج في عام 1867. أدت المشاكل السياسية الزائدة داخل الإمبراطورية النمساوية المجرية نفسها، والتي تفاقمت بسبب حروب البلقان السابقة، إلى حالة من الاضطرابات والإضرابات وسلسلة الاغتيالات داخل كرواتيا عند اندلاع الحرب العالمية الأولى. بلغت السياسة الكرواتية إما محاولة إيجاد أفضل حل أثناء البقاء داخل الإمبراطورية (مثل حركة ترايلزم في الإمبراطورية النمساوية المجرية أو مفهوم النمسا السلافية) أو الاتحاد مع صربيا والجبل الأسود (أي يوغوسلافيا)، وبالتالي تشكيل دولة سلافية جنوبية. كان العمل السياسي محدودًا للغاية خلال الحرب، إذ احتفظت السلطات العسكرية النمساوية المجرية بجزء كبير من السلطة. وبالتالي، فإن الدعوة إلى إنشاء دولة موحدة سلافية جنوبية كانت مساوية للخيانة.
خلال الحرب العالمية الأولى، قاتل الكروات بشكل أساسي على الجبهة الصربية والجبهة الشرقية والجبهة الإيطالية، ضد صربيا وروسيا وإيطاليا على التوالي. قاتل عدد قليل من الكروات على جبهات أخرى. قاتل بعض الكروات، ومعظمهم من الأمريكيين الكروات أو الفارين من الجيش النمساوي المجري، إلى جانب الحلفاء. عانت كرواتيا من خسائر بشرية واقتصادية جسيمة خلال الحرب، والتي تفاقمت مع انتشار جائحة الإنفلونزا الإسبانية عام 1918. على الرغم من أن الكروات كانوا أقل من 10% من السكان، إلا أنهم شكلوا ما يقرب من 13-14% من المجندين العسكريين النمساويين المجريين. من المحتمل أن تكون الخسائر العسكرية الكرواتية قد وصلت إلى 190 ألف شخص، بينما تقدر بعض المصادر الضحايا حوالي 137 ألف عسكري و 109 آلاف مدني.
مع الهزيمة الوشيكة للإمبراطورية النمساوية المجرية وانهيارها، في 29 أكتوبر 1918، أعلن البرلمان الكرواتي انفصال البلاد عن الإمبراطورية. انضمت كرواتيا لاحقًا إلى دولة السلوفينيين والكروات والصرب التي لم تدم طويلًا، والتي اتحدت مع صربيا لتشكيل مملكة الصرب والكروات والسلوفينيين في 1 ديسمبر 1918.

## الوضع في كرواتيا

### اندلاع الحرب
ازدادت التوترات العرقية في كرواتيا بعد اغتيال الأرشيدوق فرانز فرديناند في سراييفو في 28 يونيو. وفي مساء يوم الاغتيال، أقام الكروات مسيرات وتجمعات تذكارية، حاملين صور الوريث الذي سقط على العرش وأعلام كرواتيا مزينة بالنباتات السوداء. غضب أعضاء حزب الحقوق من اغتياله إذ أعرب فرانز فرديناند عن تعاطفه مع المصالح الكرواتية في الماضي. استخدم أعضاء حزب الحقوق بعض الاستفزازات الطفيفة وأجواء الوجع لتنظيم مظاهرات مناهضة للصرب. بعد أن ألقى أحدهم الحجارة على العرض التذكاري، هدم أتباع الحزب المتاجر والمقاهي المملوكة للصرب، فضلاً عن أماكن تجمع السياسيين الموالين ليوغوسلافيا. تعرض نواب التحالف الكرواتي الصربي الحاكم لاعتداءات جسدية. أقام أعضاء الحزب الديمقراطي الاجتماعي في كرواتيا وسلافونيا احتجاجًا على هذا العنف. في نفس الوقت مع أعمال شغب كبيرة مناهضة للصرب في فيينا وبودابست وحوادث خطيرة في مجمع البوسنة والهرسك، حيث جرح وقتل العديد، وحدث الصراع مع المواطنين والجمعيات اليوغوسلافية الاتجاه، والجمعيات والنوادي الصربية، في العديد من المدن الكرواتية. حدث ذلك عندما دُمر مبنى المجتمع الصربي دوشان سيلني في دوبروفنيك.  كان كل هذا بسبب حقيقة أن قاتل فرانز فرديناند، جافريلو برينسيب، كان من أصل صربي. وردت أنباء عن وقوع أعمال شغب في زادار وميتكوفيتش وبييلوفار وفيروفيتيكا وكونافلي، حيث أحرق المتظاهرون العلم الصربي. في شكوفو وسلافونسكي برود، أصبحت أعمال الشغب عنيفة لدرجة أن الجيش النمساوي المجري طُلب منه التدخل. بالإضافة إلى ذلك، تم فرض حظر تجول بترينجا. في فوكوفار وزيمون، تمكنت الشرطة من منع المزيد من الاشتباكات. أيد معظم الصرب في كرواتيا الاغتيال. أبلغ عن حالات استفزاز، مثل عرض صور الملك بطرس والفرح والشتائم والاحتفالات. ألقي القبض على أربعة عشر صربيًا في زادار للاحتفال بالاغتيال. قرر بعض السياسيين الموالين ليوغوسلافيا، مثل أنتي ترومبيتش وفرانو سوبيلو، الهجرة لتجنب الملاحقة القضائية. هاجر النحات والمهندس المعماري الكرواتي إيفان ميتروفيتش إلى الولايات المتحدة.
قُطعت جلسة استثنائية للبرلمان الكرواتي، والتي انعقدت لتلاوة قسم الولاء للإمبراطورية وبيان التعزية، بتوجيه اتهامات ضد التحالف الكرواتي الصربي الحاكم من قبل أعضاء حزب الحقوق. زُعم أن السياسي من حزب الحقوق إيفو فرانك هدد ممثلي الصرب بمسدس. في 26 يوليو، أعلن عن تعبئة جزئية. في اليوم التالي، أصدر إيفان سكيرلتش لائحة خاصة بإلغاء قانون إيفان مازورانيتش لعام 1875 بشأن حرية التجمع. بعد إعلان الحرب في 28 يوليو، نظمت العديد من المظاهرات المؤيدة للحرب في زغرب. تلقى المجندين ترحيبًا حال وصولهم إلى ثكنة زغرب. صاح الناس للجنود: عاش الجيش الكرواتي، فيرد الجنود: عاشت كرواتيا، عاش الملك الكرواتي [فرانز جوزيف].
منذ آخر صراع شاركت فيه كرواتيا عام 1878، وبما أن أوروبا تمتعت بما يقرب من 50 عامًا من السلام والاستقرار النسبي، فقد قوبلت الحرب بالصدمة وعدم التصديق. ارتفعت أسعار المواد الغذائية على الفور لذلك اضطرت الحكومة إلى إيقافها. أغلقت جميع الجمعيات باستثناء مكافحة الحرائق والجمعيات الخيرية. بعد ذلك بوقت قصير، اعتقل العديد من السياسيين والناشطين الموالين ليوغوسلافيا، مثل إيفو فوينوفيتش وإيفو أندريتش وغرغا أنجيلينوفيتش وأوسكار تارتاليا. أطلق سراح معظمهم في عام 1915، ولم يبقَ أحد منهم مسجونًا عام 1917، بعد تبني الإمبراطور تشارلز عفوًا عامًا عن السجناء السياسيين. أصدر عفواً عن جميع السجناء السياسيين بعد تعرضه لضغوط شديدة من الجمهور الدولي واستعداداً لإبرام معاهدة سلام منفصلة مع الوفاق الثلاثي. لم تتأثر معظم أراضي كرواتيا الحديثة، باستثناء شرق سيرميا وبعض الجزر الدلماسية (بالاغروزا، لاستوفو)، بالعمليات العسكرية، ولكن 60 ألف من سكان بولا والمنطقة المحيطة بها أجبروا على الانتقال في عام 1915 إلى معسكرات اللاجئين في النمسا وبوهيميا وسلوفينيا بسبب قرب الحرب وأمن الميناء البحري. مات الكثير منهم في تلك المعسكرات بسبب الأمراض والجوع. في استريا، فُرضت الأحكام العرفية. واجهت مملكة كرواتيا وسلافونيا وضعا سياسيا صعبا. خلال السنوات الأربع من الحرب، كانت المملكة في خطر إغراء دكتاتورية المفوضية العسكرية التي كانت تحاول باستمرار الاستيلاء على السلطة من البرلمان الكرواتي. دعم حزب الحقوق الديكتاتورية لأنهم كانوا يأملون في أن يصبحوا عتلتها.
كان الوضع الاقتصادي سيئًا للغاية إذ جرى تعبئة ما يقرب من مليون شخص من كرواتيا والبوسنة والهرسك. ومع ذلك، فإن انخراط أسرى الحرب الروس والصرب، الذين نُسبوا إلى المزارع والمصانع للعمل القسري، كان مفيدًا. كان هناك نقص في المنتجات، كما يتضح من حقيقة أن الأسطح النحاسية لكاتدرائية دوبروفنيك وقصر محفوظات الدولة الكرواتية أزيلا واستخدما في الذخيرة. وقع نفس المصير بمحطة جاروغا للطاقة الكهرومائية على نهر كركا بالقرب من شيبينيك. كان الخبز يُوزع فقط ببطاقات الطعام، في حين أن المنسوجات، حتى تلك المصنوعة من نبات القراص، قد اختفت تمامًا. كان هناك القليل من الخضار لدرجة أنه لم يكن هناك قسائم لها، لذلك كانت الحكومة تمنح البطاطس والفاصوليا من وقت لآخر. كانت النساء والأطفال ينتظرون طوال الليل في ساحتي بأن جيلاتشيتش وبيرادوفي للحصول على ربع كيلوغرام من البطاطس أو الفاصوليا التي تُوزع على كل شخص.